# Siemion Szemiena
Siemion Iwanowicz Szemiena (ros. Семён Иванович Шемена, ur. 1903 w guberni kijowskiej, zm. w listopadzie 1965 w Moskwie) – funkcjonariusz radzieckich organów bezpieczeństwa, generał major.

## Życiorys
Urodzony w rodzinie ukraińskiego kowala. W 1919 skończył technikum w Czehryniu, od lutego 1922 funkcjonariusz GPU, od stycznia 1930 członek WKP(b), od marca 1931 do marca 1933 szef Wydziału Specjalnego OGPU 8 Korpusu w Żytomierzu, od marca do października 1932 zastępca szefa Wydziału Specjalnego 14 Korpusu w Kijowie. Od października 1932 do marca 1933 szef Wydziału Specjalnego OGPU 7 Korpusu i obwodowego oddziału GPU w Dniepropetrowsku, od marca do sierpnia 1933 szef Miejskiego Oddziału GPU w Płoskirowie, od sierpnia 1933 do sierpnia 1936 rezydent Wydziału Zagranicznego (INO) OGPU/NKWD w Pradze, od 11 października 1936 do 14 listopada 1937 szef Oddziału 1 INO Głównego Zarządu Bezpieczeństwa Państwowego, od 3 listopada 1936 kapitan bezpieczeństwa państwowego. W lutym-marcu 1938 pomocnik szefa Wydziału 3 Wołżańskiego Poprawczego Obozu Pracy NKWD w Rybińsku, od marca 1938 do grudnia 1944 szef Zarządu Łagru NKWD w Komi ASRR, 11 lutego 1943 awansowany na podpułkownika bezpieczeństwa państwowego, a 15 kwietnia 1943 pułkownika bezpieczeństwa państwowego. Od 11 stycznia 1945 komisarz bezpieczeństwa państwowego i szef Zarządu 2 i zastępca szefa Głównego Zarządu Jeńców Wojennych i Internowanych NKWD ZSRR, 9 lipca 1945 mianowany generałem majorem, od 8 marca 1946 do 12 stycznia 1948 szef Zarządu MWD obwodu odeskiego, od 12 stycznia 1948 do 24 września 1951 szef Zachodniego Zarządu Przemysłu Górniczego Dalstroja MWD w Susumanie, od 24 września 1951 do 22 października 1952 szef Zarządu 1 i zastępca szefa Dalstroja MWD ZSRR w Magadanie. Od 22 października 1952 do 22 października 1953 szef Zarządu Jenisejstroja w Krasnojarsku, od 22 października 1953 do września 1954 zastępca szefa Zarządu Budownictwa nr 601 MWD w Tomsku, od 17 września 1954 do 28 września 1955 szef Zarządu Krasnogorskiego Poprawczego Obozu Pracy i Budownictwa nr 514 Gławpromstroja MWD, następnie zwolniony.

## Odznaczenia
- Order Lenina (dwukrotnie - 15 września 1943 i 21 maja 1947)
- Order Czerwonego Sztandaru (dwukrotnie - 3 listopada 1944 i 30 stycznia 1951)
- Order Kutuzowa II klasy (21 czerwca 1945)
- Order Wojny Ojczyźnianej II klasy (21 sierpnia 1946)
- Order „Znak Honoru” (dwukrotnie - 28 listopada 1941 i 23 stycznia 1948)
- Odznaka „Honorowy Funkcjonariusz Czeki/GPU (XV)” (20 grudnia 1932)

i 2 medale.